# 塔卡斯塔德

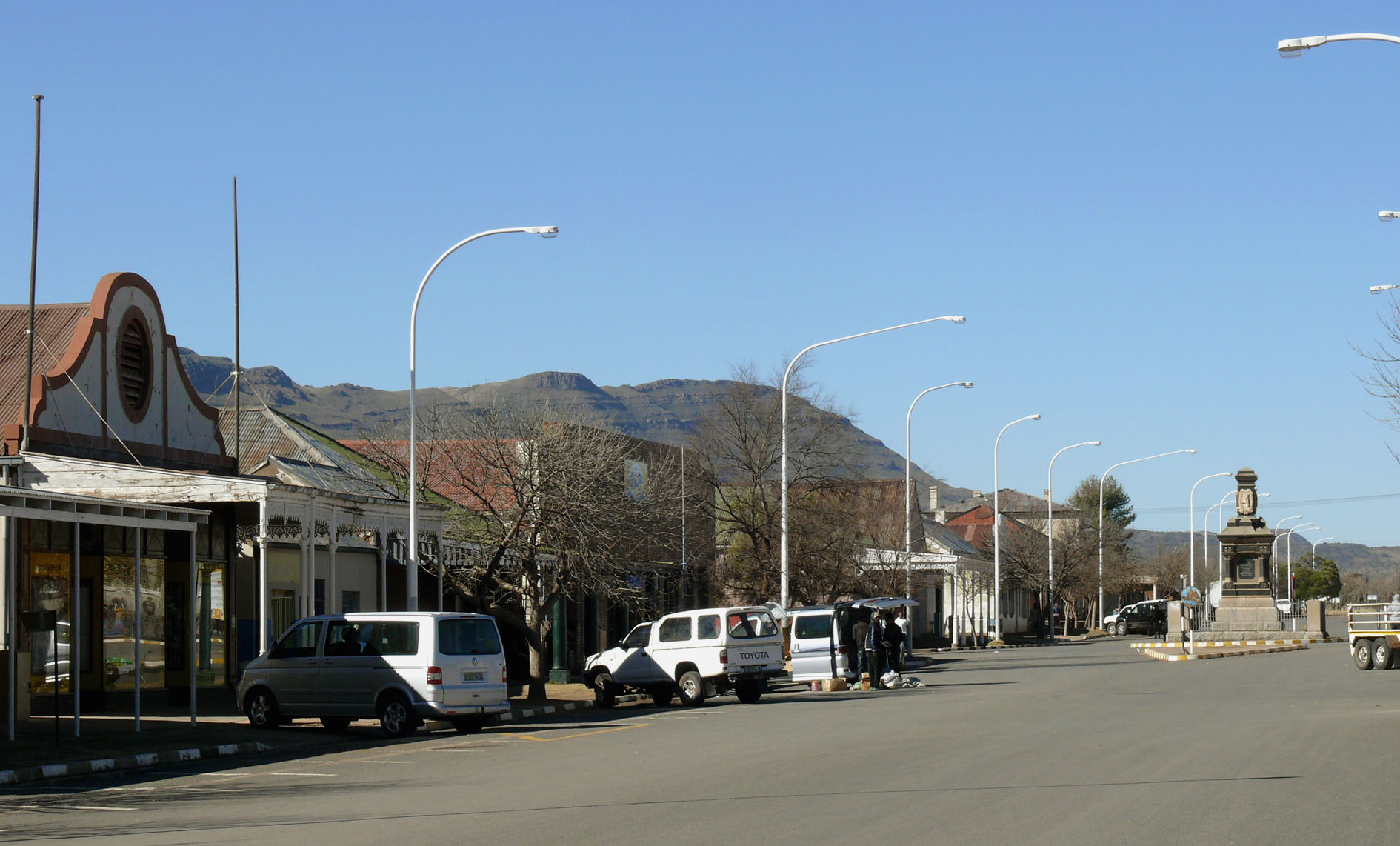
塔卡斯塔德

塔卡斯塔德是南非的城鎮，位於該國東南部，由東開普省負責管轄，始建於1862年，面積1.89平方公里，海拔高度1,296米，2001年人口1,858，人口密度每平方公里980人。

## 外部連結
- Military History Journal Vol 13 No 1 - Modderfontein（页面存档备份，存于）
- Old Map[永久]